# Jardins do Cerrado
Jardins do Cerrado é um bairro da cidade brasileira Goiânia, localizado na região oeste do município. O Jardins do Cerrado é considerado, por acadêmicos, mais um caso de segregação social em Goiânia, por sua localização distante dos bairros centrais da cidade.
O bairro foi fundado oficialmente em 13 de agosto de 2009 e projetado com uma  parte do bairro para moradias em condomínio fechado. É um bairro planejado, com um futuro parque a céu aberto. Fica em uma localização privilegiada, na futura continuação da Avenida Leste-Oeste, próximo ao Conjunto Vera Cruz e a poucos minutos da Coca-Cola. É um bairro que possui milhares de famílias residindo no mesmo. O bairro  conta com Cmeis, Cras,  Escolas Municipais e Estaduais, Escola de referência Modelo recém entregue pelo governo de Goiás, Centros de Saúde, Supermercados, Posto de gasolina, Farmácias, feiras,  Academia, Câmeras de Monitoramento, Pontos de Ônibus e várias outras conveniências.  
O bairro está subdividido em 11 sub-bairros, porém ainda faltam ser implementados os Jardins do Cerrado 5, 8, 9 e 11. As onze sub regiões que dividem o bairro formam, juntas, 5,16 km² de extensão.  Possui 2 linhas de ônibus que saem do Terminal Vera Cruz: a linha 338 e a linha 334. Para quem vem de Goiânia, o acesso ao bairro se dá pela Rodovia dos Romeiros  GO 060  no retorno em frente à fábrica da Coca cola. 
A região:
O Jardins do Cerrado é um bairro da região oeste da capital goiana que foi lançado em 2009. Sua extensão foi dividida em etapas, e cada uma delas projetada para receber diferentes tipos de edificações: casas, apartamentos, condomínios horizontais, verticais, comerciais e etc..
As primeiras etapas já estão adensadas e contam com cerca de 10.000 famílias, divididas entre casas, apartamentos e condomínios. Duas dessas etapas estão em fase final de obras de infraestrutura e as demais serão lançadas nos próximos anos. No total são 11 etapas. As intervenções do poder público preveem o acesso que interliga Trindade ao Jardins do Cerrado e, este, por sua vez, ao Conjunto Vera Cruz (o que dispensa a necessidade de acessar a região pela GO-060), também está previsto a implementação de uma trincheira em frente ao acesso ao bairro na GO 060 (nas proximidades da Coca Cola). Nos projetos atuais, em fase de consolidação, incluem também, dentro do bairro, um Mall e a incorporação de unidades residenciais.